# Henri Dessens
Henri Dessens (Labarthe-Inard, 26 luglio 1911 – Labarthe-Inard, 22 maggio 1971) è stato un fisico e meteorologo francese. Fu direttore dell'Observatoire de physique du globe de Clermont-Ferrand (OPGC).

## Biografia
Henri Jean Joseph Dessens iniziò le sue ricerche nel campo della meteorologia, negli Stati Uniti nel 1946, con un team di fisici della General Electric. Durante una missione nell'Africa equatoriale, effettuò alcuni esperimenti, basandosi sulle teorie dell'ingegnere Hippolyte Dessoliers, per formare artificialmente i cumuli. Negli anni '60, presso l'Istituto di Fisica dell'Atmosfera degli Alti Pirenei, condusse un altro esperimento, chiamato meteotron, sull'altopiano di Lannemezan, utilizzando un centinaio di bruciatori che consumavano una tonnellata di combustibile al minuto e rilasciavano 700.000 kilowatt per creare un tornado durante un temporale. Successivamente negli anni '70 in Unione Sovietica basandosi sul meteotron effettuarono diversi esperimenti utilizzando dei turbogetto modificati di alcuni aerei.